# 耶魯 (卑詩省)
耶魯（英語：Yale）是加拿大卑詩省菲沙河谷地區一個非建制聚落，坐落菲沙河峽谷，離合普以北約26公里。耶魯上游的菲沙河水流湍急，船隻一般只能往上游航行至耶魯為止，此聚落因此在1850年代的菲沙河谷淘金潮中扮演了重要的角色。然而，耶魯的重要性於20世紀大減，居民相繼遷離。據2011年加拿大人口普查所示，耶魯的居民數目為136人。

## 歷史
耶魯一帶原為斯托洛原住民族（Sto:lo）的地域，該族早於八千至一萬年前便已於此處定居。隨著英國和美國於1846年簽署《俄勒岡條約》，北緯49度以南的地域正式歸美國管轄，哈德遜灣公司亦無法繼續有效操控其位於哥倫比亞河上的溫哥華堡交易站。該公司遂於1847年決定沿菲沙河峽谷修建另一條運輸線通往内陸，並於1848年初在現耶魯所在設立耶魯堡（Fort Yale）交易站，名稱來自當時哈德遜灣公司的哥倫比亞區主管占士·默里·耶魯（James Murray Yale）。然而，這條菲沙峽谷運輸線的地勢險峻，促使哈德遜灣公司另覓通往内陸的走廊，而該公司亦於1848年末在現合普所在另立合普堡交易站。隨着哈德遜灣公司轉用新運輸線，合普堡亦取代耶魯堡成為該公司通往內陸沿途的主要物流分發點，耶魯堡亦因此大致被廢棄。
到了1850年代中後期，菲沙峽谷出現淘金潮。由於蒸汽船從菲沙河河口往上游只能通行至耶魯堡，本來寂靜的耶魯堡亦瞬間成為一座主要聚落。據《卑詩憲報》記載，到1858年中耶魯堡内已有700-800人。隨著淘金人士蜂擁而至，卑詩殖民地政府亦於1859年正式劃下耶魯堡鎮址並出售鎮内地皮。殖民地政府又於1860年代初期修建卡里布車道（Cariboo Wagon Road），從耶魯堡通往内陸卡里布地區，耶魯堡亦因此成為前往内陸沿途的重要補給站，並於淘金潮過後得以維持一定的規模。1880年代初期，耶魯約有500-600名歐裔居民。
加拿大聯邦於1867年成立後，卑詩殖民地内部分人士亦表態支持卑詩加盟加拿大，並於1868年5月成立聯邦聯盟（Confederation League）。同年9月14日，該組織在耶魯舉行大會，共有26名來自卑詩殖民地各處的代表出席。大會就卑詩商討加盟加拿大聯邦的事宜通過37項決議，並將之呈交卑詩殖民地總督。卑詩於1871年正式加盟加拿大聯邦，當中一項條件為聯邦政府需修建一條鐵路連接卑詩和加拿大中部。加拿大太平洋鐵路於1880年代興建期間，鐵路公司在耶魯設立工程總部，令耶魯再度興旺起來。然而，鐵路於1887年開通後，來往菲沙河河口和卡里布地區的交通無需再依賴通航至耶魯的蒸汽船服務，耶魯亦步入衰退。鐵路開通後，原本位於耶魯的鐵路維修工場亦遷往福溪北岸的溫哥華市地段，該帶也因此得了「耶魯鎮」之名。
卑詩省政府於1920年代將卡里布車道部分路段改建成汽車道路，貫穿耶魯及菲沙峽谷的路段後來編為卑詩省1號公路（橫加公路）。省政府後於1980年代興建達致高速公路規格的高貴哈拉公路，大部分來回溫哥華和錦祿之間的汽車交通自此從耶魯及菲沙峽谷段的1號公路分流至高貴哈拉公路。

### 引用書籍
- Hubert Howe Bancroft. . San Francisco: The History Company. 1887: 171, 717  [2014-01-26]. （原始内容存档于2014-02-04）.

## 外部連結
- 维基共享资源上的相關多媒體資源：耶魯